# Dave Rotten
Pour les articles homonymes, voir Rotten.
Dave Rotten (David Sanchez Gonzales) est le chanteur du groupe de death metal espagnol Avulsed et le manager du label Xtreem Music.

## Discographie

### AvecAvulsed
- 1992 : Embalmed in blood (demo)
- 1993 : Dead flesh (split)
- 1993 : Mislead - deformed beyond relief (split)
- 1993 : Carnivoracity (single)
- 1993 : Deformed beyond relief (demo)
- 1993 : Live in perfect diformity (demo)
- 1993 : Dead flesh compilation (spilt)
- 1994 : Carnivoracity (EP)
- 1995 : Promo' 95 (demo)
- 1995 : Carnivoracity (album)
- 1996 : Eminence in putrescence(album)
- 1998 : Cybergore (album)
- 1999 : Seven years of decay (best-of/compilation)
- 1999 : Stabwound orgasm (album)
- 2001 : Bloodcovered (EP)
- 2003 : Yearning for the grotesque (album)
- 2004 : Grotesque live 2004 (DVD)
- 2005 : Gorespattered suicide (album)
- 2006 : Reanimations (album)

### Avec Christ Denied
- 1994 : Thy Horned God (Split-EP) avec Haemorrhage
- 1996 : ...Got What He Deserved
- 1998 : Impale the fraud (Demo)
- 2000 : Christ Denied (Split-EP) avec Bastard Saints
- 2000 : Christ Denied Split-EP avec Aborted
- 2004 : Drink... Drink The Blood (Best-of)

### Avec Unwom
- 2005 : Phase 1: Inner Earth Dimension